# ده‌نو (علامرودشت)
د‌هنو (Dehnow) روستایی در دهستان علامرودشت بخش علامرودشت شهرستان لامرد استان فارس ایران است.

## جمعیت
بر پایه سرشماری عمومی نفوس و مسکن در سال ۱۳۹۵ جمعیت این روستا ۱٬۲۷۱ نفر (۳۵۱خانوار) بوده‌است.

## دین
دین این روستا [شیعه] 12 امامی است اما دیگر اقلیت ها نیز در این روستا زندگی میکن مانند:[زرتشت] [یهودی] [سنی]